# Joaquín Luqui Iribarren
Joaquín Luqui Iribarren (Caparroso, Navarra, 22 de febrer de 1943 - Madrid, 28 de març de 2005) va ser un periodista espanyol especialitzat en crítica musical.

## Biografia
Va estudiar en el Col·legi Santa María La Real Maristes de Pamplona.
Va començar la seva carrera professional amb tan sols 18 anys a El Pensamiento Navarro. El 1966 va passar a treballar en l'emissora navarresa Ràdio Requeté, emissora de Cadena SER en Pamplona, on va dirigir programes com Requeterritmo i Discofilia.
El 1969 es va traslladar a Madrid i va començar a col·laborar en la revista El Gran Musical i en el programa de ràdio los 40 principales. També va escriure els guions de la historieta Rosa la Revoltosa amb el dibuixant José García Pizarro per al suplement del diari Pueblo de Madrid.
Durant les tres dècades següents va treballar en diferents mitjans, però sempre en assumptes directament relacionats amb la música pop i rock. Així, va tenir sempre una presència destacada en el programa de ràdio El Gran Musical, de la Cadena SER, al costat de, successivament, Pepe Domingo Castaño, Pepe Cañaveras, Tomás Martín Blanco, José Antonio Abellán i Fernandisco. Altres espais radiofònics als quals va imprimir la seva particular personalitat van ser JL en FM, Radio show, Fancine, Banda sonora, 3, 2 o 1, Fan Club, La ventana o Los Mundos de Luqui; aquest últim dins del programa Anda ya de Juanma Ortega. Es faria així molt popular, conreant a més una peculiar imatge desaliñada que combinada amb el seu particular timbre de veu el van convertir en un personatge entranyable i volgut en l'escena discogràfica espanyola i entre el públic en general. Algunes de les seves frases com "Tú y yo lo sabíamos, seguro, será tres, dos o uno" (usada per a referir-se a un disc que tindria gran èxit), es van convertir en clàssics en el món musical espanyol.
En televisió va col·laborar amb els canals TVE, 40 TV i Canal+, amb programes com la versió televisiva de Los 40 Principales, Fórmula Week-End, al costat de Tony Aguilar. En 2005, poc abans de morir, va preparar per Televisió Espanyola La Tierra de las 1.000 Músicas, on feia un repàs a la història musical a Espanya durant els últims 40 anys. El programa es va emetre pòstumament, tres mesos després de la seva mort.
Va ser autor del llibre Los Beatles que amo.
Va morir el 28 de març de 2005 en Madrid com a conseqüència d'una hemorràgia cerebral, després de sofrir una caiguda en el seu domicili, des d'una escala de mà reparant un llum.
Va ser incinerat el 29 de març de 2005 al crematori del Cementiri de l'Almudena.

## Premis
Entre els molts premis rebuts al llarg de la seva carrera, pot destacar-se el Premis Ondas 1998 al Millor Presentador de Programa Musical, el guardó del Govern de Navarra del Valor Jove el 1999, una Antena de Oro i un Amigo.
Abans de la seva defunció apadrino a un artista anomenat Oscar Casañas el qual li va compondre una cançó homenatge pòstuma Amigo Campeón.